# Сузана Шуваковић Савић
Сузана Шуваковић-Савић (Мајданпек, 13. јануар 1969 — Београд, 18. октобар 2016) била је српска оперска певачица (сопран).

## Биографија
Сузана Шуваковић-Савић је рођена у Мајданпеку, а ангажман у Опери Народног позоришта у Београду, добила је још пре краја студија. Магистрирала је на ФМУ код чувеног сопрана Радмиле Бакочевић. Од свог дебија у улози Тебалда наставила је редовно да наступа у Народном позоришту у Београду.

## Каријера
Током каријере, на матичној сцени и иностранству, остварила је низ улога из лирског сопранског фаха.
У актуелном репертоару Народног позоришта певала је улоге у операма „Кармен“ (Микаела), „Дон Ђовани“ (Дона Елвира), „Боеми“ (Мими), „Пајаци“ (Неда, Коломбина), „Евгеније Оњегин“ (Татјана), "Мадам Батерфлај" (Ћо Ћо Сан), „Адријана Лекуврер“ (Адријана Лекуврер), “Тоска” (Тоска).
Године 2014. на Великој сцени Националног театра одржала је веома успешан солистички концерт под називом "Пучинију у част".
За Дан позоришта, 2015. године, добила је Награду за изузетно значајан укупни уметнички допринос.